# Na Sala do Pai
Na Sala do Pai é o segundo álbum de estúdio do cantor brasileiro Thalles Roberto. Alcançando uma alta vendagem no meio cristão, a obra recebeu disco de platina. O álbum também foi registrado em DVD, dirigido por Alex Passos.
Graças ao trabalho, Thalles foi indicado em diversas categorias no Troféu Promessas.
Em 2015, foi considerado, por vários historiadores, músicos e jornalistas, como o 98º maior álbum da música cristã brasileira, em uma publicação.

## Faixas
| N.º            | Título                            | Duração |  |
| 1.             | "Arde Outra Vez"                  | 07:10   |  |
| 2.             | "Pela Graça"                      | 03:45   |  |
| 3.             | "Ele é Contigo"                   | 04:40   |  |
| 4.             | "Deus do Impossível"              | 07:30   |  |
| 5.             | "Deus da Minha Vida"              | 05:35   |  |
| 6.             | "Deus da Força"                   | 03:15   |  |
| 7.             | "Casa do Pai"                     | 04:45   |  |
| 8.             | "Amor Maravilhoso"                | 03:40   |  |
| 9.             | "Quero Aprender com Jesus"        | 05:10   |  |
| 10.            | "Águas que Saram"                 | 05:20   |  |
| 11.            | "Quero as Águas"                  | 04:15   |  |
| 12.            | "Tudo que Sonhei (Mas a vida...)" | 05:50   |  |
| 13.            | "Eu Tenho um Deus"                | 06:00   |  |
| 14.            | "Não Pare"                        | 03:40   |  |
| Duração total: | Duração total:                    | 70:30   |  |

## Prêmios

### Troféu Promessas
Prêmios e indicações no Troféu Promessas:
| Categoria        | Indicado           | Resultado |
| ---------------- | ------------------ | --------- |
| Melhor DVD       | Na Sala do Pai     | Indicado  |
| Melhor Clipe     | Deus da Minha Vida | Indicado  |
| Música do Ano    | Deus da Minha Vida | Indicado  |
| Cantor Revelação | Thalles Roberto    | Venceu    |
| Música Cantor    | Thalles Roberto    | Indicado  |